# 11º Corpo d'armata (Ucraina)
L'11º Corpo d'armata (in ucraino 10-й армійський корпус?, 10-j armijs'kyj korpus, unità militare A3369), fino al 2024 Corpo di riserva (in ucraino Корпус резерву?, Korpus rezervu), è un corpo d'armata delle Forze terrestri ucraine con base a Rivne.

## Storia
Dopo lo scoppio della guerra del Donbass nel 2014 e la conseguente ristrutturazione dell'esercito ucraino, nel 2016 è stato ufficialmente costituito il Corpo di riserva, con il compito di gestire l'addestramento dei riservisti. Inizialmente stimato in 85.000 uomini, nel 2017 poteva contare su un totale di 150.000 soldati. A partire dal 2020 il corpo è diventato pienamente operativo, venendo organizzato in tre categorie distinte: la riserva operativa di prima linea (Oперативний резерв першої черги, 50.000 riservisti con addestramento intensivo per 60 giorni ogni due anni), la riserva operativa di seconda linea (Oперативний резерв другої черги, riservisti con addestramento di 30 giorni ogni due anni), e la riserva di mobilitazione (Mобілізаційний резерв, composta da tutti i cittadini ucraini che possono essere chiamati alle armi in caso di guerra).
In seguito all'invasione russa dell'Ucraina del 2022 il Corpo di riserva ha mobilitato immediatamente 3 brigate corazzate, 13 meccanizzate e 2 di artiglieria, per un totale di circa 55.000 soldati; alcune di queste unità hanno preso parte alle ostilità fin dalle prime settimane di guerra. Nel corso del 2023 l'esercito ucraino, grazie all'equipaggiamento fornito dagli alleati occidentali, è stato largamente espanso incrementando il numero di brigate in servizio. Il Corpo di riserva ha così perso la sua funzione originaria, e nell'aprile del 2024 è stato riorganizzato nell'11º Corpo d'armata, facendo seguito al 9º e al 10º costituiti l'anno precedente.
Alla fine di luglio 2025, in seguito alla riforma delle Forze armate ucraine che ha portato alla costituzione di numerosi corpi d'armata in sostituzione dei gruppi tattici e operativi, l'11º Corpo ha ottenuto un nuovo stemma e assunto la responsabilità del fronte fra Sivers'k e Časiv Jar al posto del Gruppo operativo-tattico "Luhans'k", che è stato sciolto. Ha quindi posto sotto il suo controllo le brigate schierate nel settore, in particolare la 24ª e 30ª Brigata meccanizzata e la 56ª Brigata motorizzata, perdendo invece la 63ª Brigata meccanizzata.

## Struttura
- Comando di corpo d'armata[9]
- 24ª Brigata meccanizzata "Re Danilo" (unità militare A0998)
- 30ª Brigata meccanizzata "Principe Konstanty Ostrogski" (unità militare А0409)
- 45ª Brigata artiglieria "Generale Myron Tarnavs'kyj" (unità militare A2943)
- 56ª Brigata motorizzata "Mariupol'" (unità militare А0989)
- 61ª Brigata meccanizzata "Stepova" (unità militare A3425)
- 127ª Brigata meccanizzata pesante (unità militare А7383)
- 94º Battaglione sicurezza e servizio
- 178º Battaglione di riserva
- 432º Battaglione sistemi senza pilota "Skyline"
- 510º Battaglione manutenzione[10]
- 152ª Compagnia ricognizione (unità militare A4726)[11]

## Comandanti
- Maggior generale Volodymyr Myronjuk (maggio 2019 - febbraio 2024)[12]
- Colonnello Roman Huba (febbraio 2024 - dicembre 2024)[13]
- Brigadier generale Serhij Sirčenko (dicembre 2024 - in carica)[14]